# Øsel
Øsel (estisk: Saaremaa, svensk: Ösel) er med sine 2.710 km² den største estiske ø. Hele amtet har 31.292 indbyggere (31. december 2021), heraf øen Øsel 29.557 (31. december 2021), og ligger i Østersøen, syd for øen Dagø.
Øen har et fladt åbent landskab med de for øen typiske enebærbuske. Amtet er inddelt i tre landkommuner, hvoraf øerne Saaremaa og Muhu i nord og Ruhnu mod syd hver udgør en.
Kuressaare er øens største by. Her ligger en af de bedst bevarede bispeborge i de baltiske lande. Den blev påbegyndt i 1380'erne af Den Tyske Orden.
Der er fra øen Muhu, der er forbundet til Øsel med en dæmning, færgeforbindelse til fastlandet. Der eksisterer planer for en bro til fastlandet, men hvornår disse realiseres, er uvist.

## Historie
Arkæologiske fund viser, at Øsel har været beboet i mindst 5.000 år. I de gamle norrøne sagaer blev øen kaldt Eysýsla (~ ø-syssel eller ø-provins), det nutidige nordiske navn Øsel udspringer af dette, og øens estiske navn har samme betydning. Øsel lå på en af vikingetidens centrale færdselsruter. Inderst i Riga-bugten ligger Dvinas munding, den ene af to mulige indfaldsporte for skandinaviske vikinger til Rusland og Østeuropa. Via Dvina kunne man ad forskellige ruter nå frem til Dnepr ved Gnezdovo. Sagaerne fortæller om flere sammenstød mellem indbyggerne på Øsel og vikingerne. 
- 1030 Øsel lå ved en vigtig handelsvej. Øboerne byttede varer med vikingerne og handelsmænd, der var på rejse til de store handelspladser.
- 1227 besatte Den Tyske Orden, en ridderorden, med en hær på 20.000 tyske soldater øen. Den Tyske Orden måtte dog som en følge af væbnede stridigheder overlade dele af øen til bispedømmet Øsel-Wiek.
- 1343 lykkedes det oprørske styrker at ødelægge ridderborgen i Pöide og fordrive den tyske ridderorden i en kort periode fra øen.
- 1559 forlod den tyske ridderorden øen, uvist af hvilken grund.
- 1560 den danske kong Frederik 2. købte bispedømmet Saare-Lääne af den stedlige biskop for 30.000 daler. Det omfattede Øsel og nabo-øen Dagø (estisk: Hiiumaa), samt det nærliggende landområde omkring Haapsalu (Weik). Her indsatte han sin bror prins Magnus som biskop og regent i Reval. Men hertug Magnus var ingen god administrator, efterhånden mistede han mere og mere af sit område, og til sidst sad han kun tilbage med øen Øsel.
- 1645 overtog Sverige øen som følge af Freden ved Brömsebro.
- 1721 afstod Sverige øen til Det Russiske Kejserrige ved Freden i Nystad.
- 1917 – 1918. I oktober besatte Tyskland Øsel og de andre estiske øer. Efter Oktoberrevolutionen og det Russiske Kejserriges fald blev Estland selvstændigt.
- 1939 havde øen 56.000 indbyggere.
- 1940 på grund af Molotov-Ribbentrop-pagten i juni blev Estland besat af Sovjetunionen.
- 1941 besatte Tyskland igen de estiske øer.
- 1944 fordrev den Røde Hær i november de tyske tropper mod vest. Deportationen af tyskere og russere og flytningen af etniske svenskere under 2. verdenskrig gjorde, at Øsel i november 1944 kun havde 38.000 indbyggere.
- 1945 På grund af øens strategisk vigtige beliggenhed ved Sovjetunionens vestgrænse, var der efter krigen udstationeret sovjetiske soldater på et ca. 4.000 ha stort område. Øen var dermed næsten isoleret fra fastlandet, også estiske sovjetborgere skulle søge om tilladelse, hvis de ville besøge Øsel.
- 1991 20. august blev Øsel igen estisk, efter Sovjetunionens sammenbrud.

## Seværdigheder
- I Pöide ligger en af Estlands første stenkirker. Kirken blev opført af en tysk ridderorden i det 13. århundrede.

- Øsel er berømt for sine gamle vindmøller. I dag kan de restaurerede møller besøges ved Angla (5 møller), Metsküla, Kuusnõmme, Ohessaare og på øerne Muhu og Abruka

- Ved Kaali ligger den cirkulære sø Kaalijärv, der er dannet i et meteorkrater og har en diameter på 110 meter. Meteornedslaget er dateret til omkring år 700 f.Kr.

## Galleri
- Typisk vindmølle ved Ohessaare
- Søen Koigi Pikkjärv
- Meteorkrateret ved Kaali
- Sovjetisk mindesmærke fra 2.verdenskrig i Tehumardi